# It's a Beautiful Day (canción de Michael Bublé)
«It's a Beautiful Day» (en español: Es un hermoso día) es una canción del cantante canadiense Michael Bublé, lanzado como el primer sencillo de su octavo álbum de estudio To Be Loved. El sencillo fue lanzado en iTunes el 25 de febrero de 2013.

## Lista de canciones
- sencillo 7"[2]

1. "It's a Beautiful Day" - 3:25
2. "Hollywood" (Swing Mix) - 4:02

- It's A Beautiful Day EP[3]

1. "It's a Beautiful Day" - 3:25
2. "You'll Never Find Another Love Like Mine"
3. "Home"
4. "Me and Mrs Jones"
5. "At This Moment"

- Descarga digital[4]

1. "It's a Beautiful Day" - 3:25

## Posicionamiento en listas
| Listas (2013)                               | Mejor posición |
| ------------------------------------------- | -------------- |
| Australia (ARIA)                            | 33             |
| Austria (Ö3 Austria Top 40)                 | 24             |
| Bélgica (Flandes) (Ultratip Bubbling Under) | 40             |
| Bélgica (Valonia) (Ultratip Bubbling Under) | 5              |
| Canadá (Canadian Hot 100)                   | 20             |
| Alemania (Offizielle Deutsche Charts)       | 28             |
| Irlanda (IRMA)                              | 28             |
| Israel (Media Forest)                       | 7              |
| Italia (FIMI)                               | 17             |
| Japón (Japan Hot 100)                       | 4              |
| Países Bajos (Dutch Top 40)                 | 13             |
| Escocia (Scottish Singles Sales Chart)      | 9              |
| Eslovaquia (Rádio Top 100)                  | 83             |
| South Africa (Mediaguide)                   | 9              |
| España (Top 100 Canciones)                  | 42             |
| Suiza (Schweizer Hitparade)                 | 32             |
| Reino Unido (UK Singles Chart)              | 10             |
| Estados Unidos (Billboard Hot 100)          | 94             |
| Estados Unidos (Adult Top 40)               | 34             |
| Estados Unidos (Adult Contemporary)         | 8              |